# ثيثيليا جارثيا دي كوسا
ثيثيليا جارثيا دي كوسا (إشبيلية، 12 ديسمبر 1902 - ألجيذيراس، 1 ديسمبر 1985) كانت واحدة من أول امرأتين تنضمّان إلى البحرية المدنية الإسبانية، وكانت أول امرأة تدخل الهيئة الفنية للجنة المركزية لمكافحة الملاريا في إسبانيا، وأول امرأة تحصل على شهادة دكتوراه في الطب وتمارس الطب في قشتالة والمنشف، حيث كرست نفسها للقضاء على العديد من الأمراض المستوطنة، وخاصة الملاريا.

## السيرة الذاتية
تخرجت في الطب من كلية الطب بجامعة إشبيلية الادبية للعام الدراسي 1919-1920، وكان عمرها ستة عشر عامًا فقط. خلال دراستها، من 1923 إلى 1926، كانت طالبة داخلية دائمة في تلك الكلية، وعند إنهاء دراستها في 1926 كانت الأولى في دفعتها، وتم إصدار شهادتها في 3 أغسطس 1926.
بعد تخرجها، اجتازت ثيثيليا، بالإضافة إلى الدكتورة إليسا سوريانو فيشر - اللتان كانتا مرتبطتين بمؤسسة إقامة السيدات التعليمية في مدريد، حيث كانت ثيثيليا مقيمة وإليسا زائرة - الامتحانات للانضمام إلى "الجهاز الطبي للبحرية المدنية" في 25 يونيو 1927، وهي امتحانات كانت تهدف إلى "التخفيف من الصعوبات التي تواجه شركات النقل البحري لتعيين أطباء على سفنها وفقًا للشروط التنظيمية"، بسبب نقص المتقدمين للوظيفة. وبذلك، أصبحتا أول امرأتين طبيبتين تنضمان إلى البحرية التجارية الإسبانية من خلال الاختبار التنافسي.
بصفتها طبيبة في البحرية التجارية، قامت برحلتين إلى أمريكا الجنوبية، حيث التقت في بوينس آيرس براميرو دي مايستو، سفير إسبانيا في الأرجنتين. بعد رحلتها الثانية، التي تمت في 1929، مثلت الحكومة الإسبانية كموفدة في مؤتمر "جمعية النساء الطبيات الدولية" لعام 1929 في باريس.
في عام 1930، حصلت على درجة الدكتوراه في مدريد بعد دفاعها عن أطروحتها بعنوان "الأفكار الحالية حول مسببات المرض والعلاج الهيدرومعدني للنقرس"، وواصلت تعليمها المهني في المعهد الوطني للصحة، حيث قامت بتوسيع دراساتها. أيضًا في عام 1930، أصبحت أول امرأة تنضم إلى الهيئة الفنية للجنة المركزية لمكافحة الملاريا، بعد اجتيازها مسابقة، حيث كانت مهمتها دراسة وعلاج والقضاء على العديد من الأمراض المستوطنة، وعلى رأسها الملاريا، بالإضافة إلى تحسين الصحة والنظافة في المناطق الريفية الإسبانية.
وبذلك، أصبحت أول امرأة تمارس الطب كطبيبة في قشتالة والمنشف، في مدينة طلبيرة، حيث كانت مديرة للعيادة المضادة للملاريا بين عامي 1930 و1932، ونشرت هناك تقريرًا عن الحملة ضد الملاريا في عام 1930 بناءً على دراساتها. كما تم تكليفها بالعمل في مدن أخرى مثل نافالمورال دي لا ماتا وأبدة، حيث أدارت في الأخيرة مركز الصحة الريفية الثانوي، وأطلقت "حملة رائعة ضد الملاريا في القرى العليا من جبال كازورلا".
لاحقًا، بعد الحرب الأهلية الإسبانية، تم تسجيلها في كلية الأطباء في قادس في 20 سبتمبر 1943، وتم تعيين رقمها كعضو 466. كانت ممارستها المهنية، التي كانت دائمًا ضمن الممارسة الحرة، في مجال التحليل الطبي في مدينة ألجيذيراس.
تم تكريم عملها "من أجل صحة ونظافة القرى الإسبانية" في عام 1973، عندما حصلت على وسام الصحة المدنية، وهو أعلى تكريم رسمي واعتراف بالخدمات البارزة أو الاستثنائية في مجال الصحة.
توفيت في 1 ديسمبر 1985 في ألجيذيراس.